# Inversor Grid-Tie
Inversor para conexão à rede (ou grid connected inverter) é um dispositivo eletrônico que permite aos usuários de energia fotovoltaica ou eólica interligar seus sistemas com a rede da concessionária e injetar na rede o  excedente de energia produzido pelos sistemas (fotovoltaico ou eólico). Sistemas fotovoltaicos conectados à rede (SFVCR) são muito comuns em países da Europa e nos EUA, sendo o excedente de energia gerada enviado para a concessionária (durante o dia) e compensado quando o consumo aumenta (por exemplo, à noite).
O inversor funciona convertendo a tensão e a corrente elétrica contínuas, que recebe dos módulos fotovoltaicos (ou de geradores eólicos), em corrente alternada.
A principal característica de um inversor para conexão à rede é a capacidade de se interligar com a rede da concessionária, sincronizando sua frequência (60 Hz, no Brasil) e tensão de saída (CA) com a mesma, e se desconectar da rede quando esta deixa de fornecer energia como, por exemplo, devido a desligamento para reparo ou falha na rede.

## Funcionamento
O inversor funciona captando a tensão fornecida por um gerador CC - módulos fotovoltaico ou aerogeradores - e convertendo para a forma de corrente alternada (CA), podendo assim alimentar diretamente a rede. O inversor deve estar também em sincronia com a frequência da rede (60 Hz, no Brasil), usando um oscilador local e limitar a tensão para que a mesma não seja superior à tensão da rede.Os modernos inversores têm a unidade de fator de potência fixa, isso significa que a tensão de saída e a corrente estão perfeitamente alinhadas, e seu ângulo de fase é de 1 grau em relação ao da rede de energia. O inversor possui um computador de bordo que analisa a frequência da onda da rede e "corrige" tensão e frequência provindas do gerador.
Os sistemas fotovoltaicos de conexão à rede são caracterizados por estarem integrados à rede elétrica que abastece a população. Diferente dos sistemas isolados que atendem a um propósito específico e local, estes sistemas também são capazes de abastecer a rede elétrica com energia que pode ser utilizada por qualquer consumidor da rede.
Os sistemas conectados têm uma grande vantagem com relação aos sistemas isolados por não utilizarem baterias e controladores de carga. Isso os torna cerca de 30% mais eficientes e também garante que toda a energia seja utilizada, ou localmente ou em outro ponto da rede. Sistemas de conexão à rede podem ser utilizados tanto para abastecer uma residência, ou então simplesmente produzir e injetar a energia na rede elétrica, assim como uma usina hidroelétrica ou térmica.
Para casas e empresas estes sistemas também são chamados de sistemas fotovoltaicos de autoconsumo. Se o proprietário do sistema produzir mais energia do que consome, a energia produzida fará com que o medidor “gire para trás”. Quando produzir menos do que consome, o medidor deverá “girar mais devagar”. Vale observar que o medidor deve ser apropriado para contabilizar o fluxo de energia nos dois sentidos.
Do ponto de vista dos componentes, um sistema fotovoltaico conectado à rede (SFVCR) é composto por módulos fotovoltaicos e um ou mais inversores. Esse tipo de sistema - SFVCR - normalmente não utiliza baterias para armazenar energia, pois a rede funciona como uma unidade de armazenamento..